# Neodrilus dissimilis
Neodrilus dissimilis är en ringmaskart som beskrevs av Lee 1959. Neodrilus dissimilis ingår i släktet Neodrilus och familjen Acanthodrilidae. Inga underarter finns listade i Catalogue of Life.